# Patrick O’Donnell (Politiker)
Patrick O’Donnell (* unbekannt; † 4. Oktober 1970) war ein irischer Politiker der Fine Gael.

## Biografie
Nach dem Schulbesuch studierte er Rechtswissenschaft und war anschließend nach Beendigung des Studiums als Solicitor tätig.
Am 16. November 1949 wurde er bei einer Nachwahl (By-election) für die Fine Gael erstmals zum Abgeordneten (Teachta Dála) des Unterhauses (Dáil Éireann) gewählt und gehörte diesem bis zu seinem Tode an. Zunächst vertrat er bis 1961 den Wahlkreis Donegal West, anschließend Donegal South-West sowie zuletzt von 1969 bis zu seinem Tod den Wahlkreis Donegal-Leitrim.
Nach dem Wahlsieg der Fine Gael wurde er am 2. Juni 1954 von Premierminister (Taoiseach) John A. Costello zum Minister für Lokalverwaltung ernannt und gehörte dem Kabinett bis zum Ende von Costellos Amtszeit am 20. März 1957 an.